# Tengri Khan
Tengri Khan (605 circa) anche conosciuto come  Tsen srong col suo titolo tibetano Yar Lun o YarLung corrispondente all'epiteto della sua etnia tribale, fu il primo sovrano e condottiero Mongolo, diretto progenitore della stirpe reale dell'Impero Mongolo, tra cui Gengis Khan.

## Biografia
Fu il primo Khan dei Mongoli. Era il secondo figlio del 32º imperatore tibetano Namri Song Tsen. Di lui poco è noto tranne che fu costretto verso nord-est (oltre l'odierno Bhutan) negli altopiani transhimalaiani da un suo nemico.
La sua figura è stata mitizzata nelle epopee turco-mongole come reincarnazione dello spirito degli infiniti cieli blu, probabilmente sovrapponendolo al principale dio dell'arcaico pantheon turco e unno. Nei secoli successivi è stato divinizzato come padre celeste, ricalcando alcuni culti turchi, altaici e mongoli; persino Gengis Khan, suo effettivo discendente diretto, dichiarò di essere stato investito del sommo potere dall'Eterno Padre Tengri che abita nei Cieli (riferendosi forse anche al dio Tengri).
A lui è intitolata la Khan Tengri, la montagna più alta (oltre i 7000 m) tra il Tibet e il Kazakistan, al confine con il Kirghizistan, nella catena montuosa del Tien Shan, vicino al deserto di Taklamakan.

## Discendenze
Sposò varie mogli. Primo dei suoi figli fu Borte Chino padre di Batachi Khan (poi padre di Tamacha Khan). Tra i suoi discendenti diretti c'è, oltre a Gengis Khan e tutta la stirpe dell'Impero Mongolo, anche la stirpe dei Tartari di Tamerlano.